# 9lokknine
9lokknine (ou Glokknine), de son vrai nom Jacquavius Dennard Smith, né le 1er mai 2000 à Orlando, en Floride, est un rappeur américain.

## Biographie
À l'âge de 15 ans, 9lokknine fait un séjour au centre de détention juvénile du comté d'Orange après avoir tiré accidentellement [à l'arme à feu] sur un autre jeune homme de 17 ans en septembre 2015.
En 2017, 9lokknine publie son premier titre, intitulé Ugly, sur Internet sous le nom de YJB Quay, et se fait remarquer dès l'année suivante lorsque le clip de JailHizeeBlues, publié sur la chaîne YouTube WorldStarHipHop (en) en février 2018, amasse plus d'un million de vues en un mois. En mars, 9lokknine dévoile le single Crayola, lequel affiche deux millions de vues sur YouTube et 25 millions d'écoutes sur les plateformes de streaming en un mois. Crayola est suivi de la sortie de la mixtape Bloodshells Revenge et du single I Don't Need No Love en avril. En mai, 9lokknine se produit sur la scène de l'édition 2018 du festival Rolling Loud. Le même mois sort le single 10 Percent, lequel deviendra son plus grand succès en solo accumulant plus de 30 millions de vues sur YouTube. En juillet, 9lokknine dévoile la mixtape Loyalty Kill Love, et signe chez Cash Money Records en août.
Le 3 octobre 2018, l'artiste est arrêté à Orlando pour vol de grande envergure au troisième degré (c'est-à-dire vol d'un bien valant entre 300 et 20 000 dollars), dissimulation d'une arme à feu par un délinquant déjà condamné et possession de moins de 20 grammes de cannabis. Le 19 décembre 2018, 9lokknine dévoile la mixtape Lil Glokk That Stole Khristmas.
En mars 2019, le rappeur d'Orlando sort le single Killed or Be Killed, suivi par Red Rover, puis Party Pooper le 16 avril.  Le 31 mai 2019, Smith est de nouveau appréhendé à Orlando, avec une caution fixée à 47 000 dollars, pour possession de plus de 20 grammes de cannabis avec intention de la vendre et possession illégale d'une arme à feu. En août 2019, YNW Melly sort le single 223s avec 9lokknine en featuring, bien que 223's est initialement un titre présent sur la mixtape Lil Glokk That Stole Khristmas. Le titre devient un « hit », se hissant jusqu'à la 34e place du Billboard Hot 100, et offrant une audience inédite au rappeur d'Orlando. Le 25 octobre 2019, 9lokknine dévoile Mind of Destruction, sa 4e mixtape présentant des collaborations avec notamment Lil Durk, Rich The Kid et Asian Doll.
En 2021, 9lokknine est arrêté par la police du Comté d'Orange dans le cadre de la loi RICO. Il est poursuivi pour des faits de racket. Sa caution est fixée a 750 000 dollars.

## Discographie

### Mixtapes
- 2018 : Bloodshells Revenge
- 2018 : Loyalty Kill Love
- 2018 : Lil Glokk That Stole Khristmas
- 2019 : Mind of Destruction
- 2020 : 7-14 14-7 (avec Woop)

### EP
- 2018 : Kold Face Kold Kase